# Ñanducita
Ñanducita è una località del Dipartimento di San Cristóbal, parte della provincia di Santa Fe. Si trova a 142 km a nord dalla capitale Santa Fe.

## Storia
Nell'ultimo decennio del XVIII secolo, le nazioni del chaco erano impegnate a difendersi da Santa Fe e dalle città del nord a cui dovettero arrendersi. Nacque quindi l'esigenza di realizzare una linea difensiva più efficace. Per questo motivo si decise di costruire 4 forti, realizzati in linea da est ad ovest, il primo (Fortín Almagro) presso il fiume saladillo dulce , un altro vicino a Esquina Grande, fiancheggiato dal rio Salado e dai ruscelli Arismendi e Sant'Antonio, il terzo nei paraggi di Virginia e il quarto dove a Sunchales. 
La costruzione ha portato alla nomina del capitano dei dragoni di Prudencio M Gastañaduy, nominato dal viceré Nicolás Arredondo.
Queste terre sono diventate proprietà della società colonizzatrice di Cordova (National Colonizing Bank), (fondatrice della città di Elisa).
Il 17 settembre 1891, sotto la direzione di Idelfonso Parejo, procuratore della società, si ottenne l'approvazione della popolazione con delibera del 24 novembre 1891, essendo questa la data di fondazione della città, in cui era già stata abilitata una stazione ferroviaria il 15 Luglio 1888.
L'8 luglio 1926 si costituì la  "Comisión de Fomento" cittadina.
Nel 2008 fu costruita una chiesa da Florial Galletti, come ricordo di sua moglie Beatriz Emma Rolón, originaria di questa città.

## Società

### Evoluzione demografica
Abitanti censiti